# 名門大洋フェリー
株式会社名門大洋フェリー（めいもんたいようフェリー、MEIMON TAIYO FERRY CO., LTD.）は、大阪府大阪市西区に本社を置く日本の海運会社。大阪から北九州へのフェリー航路を運航している。商船三井と 株式会社ケイハン（京都府京都市中京区、法人番号：8130001020662）の2社が折半で出資している。
社名の一部である「名門」とは、母体企業の一つが「名門カーフェリー」の社名で名古屋と門司を結ぶ航路を開設していたことに由来する。

## 沿革
※【名】名門カーフェリー 【大】大洋フェリー（両社合併まで）
- 1970年
  - 3月 - 【大】大阪～苅田間のフェリー運航を目的に「大洋フェリー」を設立。後に商船三井が出資し傘下におさめる。
  - 11月 - 【名】京都市に本社を置く京阪練炭工業（現・ケイハン）が母体となり、「名門カーフェリー」を設立。
- 1972年
  - 5月 - 【名】四日市～新門司航路を開設。第1船「フェリーかしい」就航。
  - 7月 - 【名】四日市～新門司航路に第2船「フェリーあつた」就航。同航路は毎日運航となる。
  - 10月 - 【名】四日市～新門司航路を名古屋まで延長する。四日市港は新門司発の上り便のみ寄港。
- 1973年
  - 4月
    - 【名】大阪～新門司航路を開設。第1船「フェリーすみよし」就航。
    - 【大】大阪～苅田航路を開設。第1船「おりおん」就航。

  - 6月 - 【名】大阪～新門司航路に第2船「フェリーはこざき」就航。同航路は毎日運航となる。
  - 7月 - 【大】大阪～苅田航路に第2船「ぺがさす」就航。同航路は毎日運航となる。
- 1976年
  - 4月1日 - 【名】名古屋～新門司航路の運航を休止[2]（「フェリーあつた」は係船後、大阪～新門司航路に就航）。
  - 11月 - 【大】日本高速フェリーの「さんふらわあ」「さんふらわあ2」を64億円で購入（親会社の商船三井が債務保証）。
- 1977年3月 - 【大】「さんふらわあ」「さんふわわあ2」が、大阪～苅田航路に就航。
- 1979年6月 - 【大】「さんふらわあ」「さんふらわあ2」に、旅客設備のグレードアップを主体とする改装工事を実施。
- 1982年2月 - 【名・大】名門カーフェリーと大洋フェリーの両社が合併協議を開始する。
- 1983年3月 - 中国自動車道が全線開通し、大阪と北九州が高速道路で直結される。

フェリーから陸路への移行が進んだため、フェリーの利用率は前年比7%の減少となった。
- 1984年
  - 11月 - 【名・大】両社が合併を前提に新会社「名門大洋フェリー」を設立。苅田航路を廃止して航路を大阪～新門司航路に集約し、新会社が両社のフェリーをチャーターする方式で1日2往復の運航を行うことが決定される。
  - 12月 - 【名・大】名門大洋フェリーとして、大阪～新門司航路（1日2往復）運航を開始。「ぺがさす」（2代目）就航。「おりおん」復帰。ファンネルマークを、現在使用している「MTマーク」に変更する。
- 1986年3月 - 【名・大】名門カーフェリーと大洋フェリーが対等合併し、両社が設立した新会社「名門大洋フェリー」を吸収し発足。
- 1989年
  - 1月 - 大阪～新門司航路に新造船「ニューぺがさす」就航。
  - 3月 - 大阪～新門司航路に新造船「ニューおりおん」就航。
- 1992年
  - 1月 - 大阪～新門司航路に新造船「フェリーおおさか」就航。
  - 4月
    - 大阪～新門司航路の愛称をシティライン（CITY LINE）と命名。各船の青色塗装部分に“CITY LINE”の文字が入れられる。
      - 「ニューぺがさす」は「フェリーきょうと」（初代）に、「ニューおりおん」は「フェリーふくおか」（初代）にそれぞれ改名され、大洋フェリー時代からの船名が姿を消した。

    - 大阪～新門司航路に新造船「フェリーきたきゅうしゅう」就航。
- 2002年
  - 8月 - 大阪～新門司航路に新造船「フェリーきょうと2」就航。
  - 10月 - 大阪～新門司航路に新造船「フェリーふくおか2」就航。

2002年新造の両船には、船首付近の両舷にかもめのイラストが描かれた（このイラストは、その後「フェリーおおさか」「フェリーきたきゅうしゅう」にも描かれた）。
- 2005年10月 - 燃料油価格変動調整金を設定。
- 2007年
  - 4月 - シーズン別運賃を設定し、通常期運賃と繁忙期運賃の2本立てとなる。
  - 10月 - 第1便の出航時間を変更（所要時間を20分増加）するダイヤ改定を実施。
- 2008年7月 - 第2便の出航時間を変更（所要時間を30分増加）するダイヤ改定を実施。
- 2015年
  - 8月24日 - 新門司港ターミナル改築工事が完成。
  - 9月16日 - 「フェリーおおさかII」就航、「フェリーおおさか」最終航海。
  - 11月28日 - 「フェリーきたきゅうしゅう」最終航海。
  - 11月29日 - 「フェリーきたきゅうしゅうII」就航。
- 2018年9月4日 - 台風21号により、大阪南港フェリーターミナルとF-1バース間の人道橋の一部が倒壊。「フェリーおおさかII」「フェリーきたきゅうしゅうII」へ徒歩で乗船する乗客の乗下船について、フェリーターミナル-仮設人道橋（階段昇降式）間のバスを利用した乗船誘導を実施。
- 2019年
  - 1月15日 - 日本のフェリーでは初となるBooking.comからの宿泊予約受付を開始、ツーリスト客室一泊・タオル一式・夕朝食をセットで提供する[3]。
  - 3月 - 1日より「フェリーおおさかII」、4日より「フェリーきたきゅうしゅうII」の船内Wi-Fiサービスにてmusic.jp提供による無料漫画配信を開始[4]。
  - 3月15日 - 台風21号で損壊した人道橋が復旧し再供用を開始。
- 2020年
  - 3月4日〜7月14日 - 新型コロナウイルス感染症拡大に伴い船内レストランでのバイキング提供を中止、夕食弁当とモーニングセットの販売とした。
- 2021年
  - 12月16日 - 「フェリーきょうと」（3代目）就航[5]。
- 2022年
  - 1月13日 - 「フェリーきょうとII」最終航海。
  - 3月27日 - 「フェリーふくおかII」最終航海。
  - 3月28日 - 「フェリーふくおか」（3代目）就航[6]。

### 燃料油価格変動調整金
- 2005年10月 - 燃料価格の変動に対応した「燃料油価格変動調整金」が設けられ、運賃とともに徴収が開始される。
- 2007年4月 - 調整金額変更
- 2007年10月 - 調整金額変更
- 2008年4月 - 調整金額変更
- 2008年7月 - 調整金額変更
- 2008年10月 - 調整金額変更
- 2009年1月 - 調整金額変更（値下げ）
- 2009年4月 - 調整金撤廃

## 航路
- 大阪南港 － 新門司港（上下各2便）

上下ともに夕方に出港し翌日早朝に到着する第1便と、夜に出港し翌日朝に到着する第2便がある。
- 2022年3月の「フェリーふくおか（3代目）」就航以降は第1便に「フェリーおおさかⅡ」「フェリーきたきゅうしゅうⅡ」が就航。第2便に「フェリーきょうと（3代目）」「フェリーふくおか（3代目）」が就航している。
- 2022年3月の「フェリーふくおか（3代目）」の就航までは、第1便に「フェリーきょうとⅡ[7]」「フェリーふくおかⅡ[8]」が就航。第2便には「フェリーおおさかⅡ」「フェリーきたきゅうしゅうⅡ」が就航していた。
- 2015年11月の「フェリーきたきゅうしゅうⅡ」の就航までは、第1便に「フェリーおおさか」「フェリーきたきゅうしゅう」が就航。第2便には「フェリーきょうと2」「フェリーふくおか2」が就航していた。

瀬戸内海を通るため、明石海峡大橋、瀬戸大橋および来島海峡大橋の真下を通る。
当航路と同じく関西と新門司港を結ぶ、阪九フェリーと就航以来激しい競争を続けている。

## 船舶
ファンネルマークは赤地に白い円の中にアルファベットの「M」と「T」をあしらった青色のマークが入っている。1984年12月の名門大洋フェリーとしての運航開始時より使用されている。
船体の塗装は上半分が白色で、下半分が青色、そして下半分の青色の部分に白帯と白文字で「CITY LINE」の愛称が入っている。

### 運航中の船舶

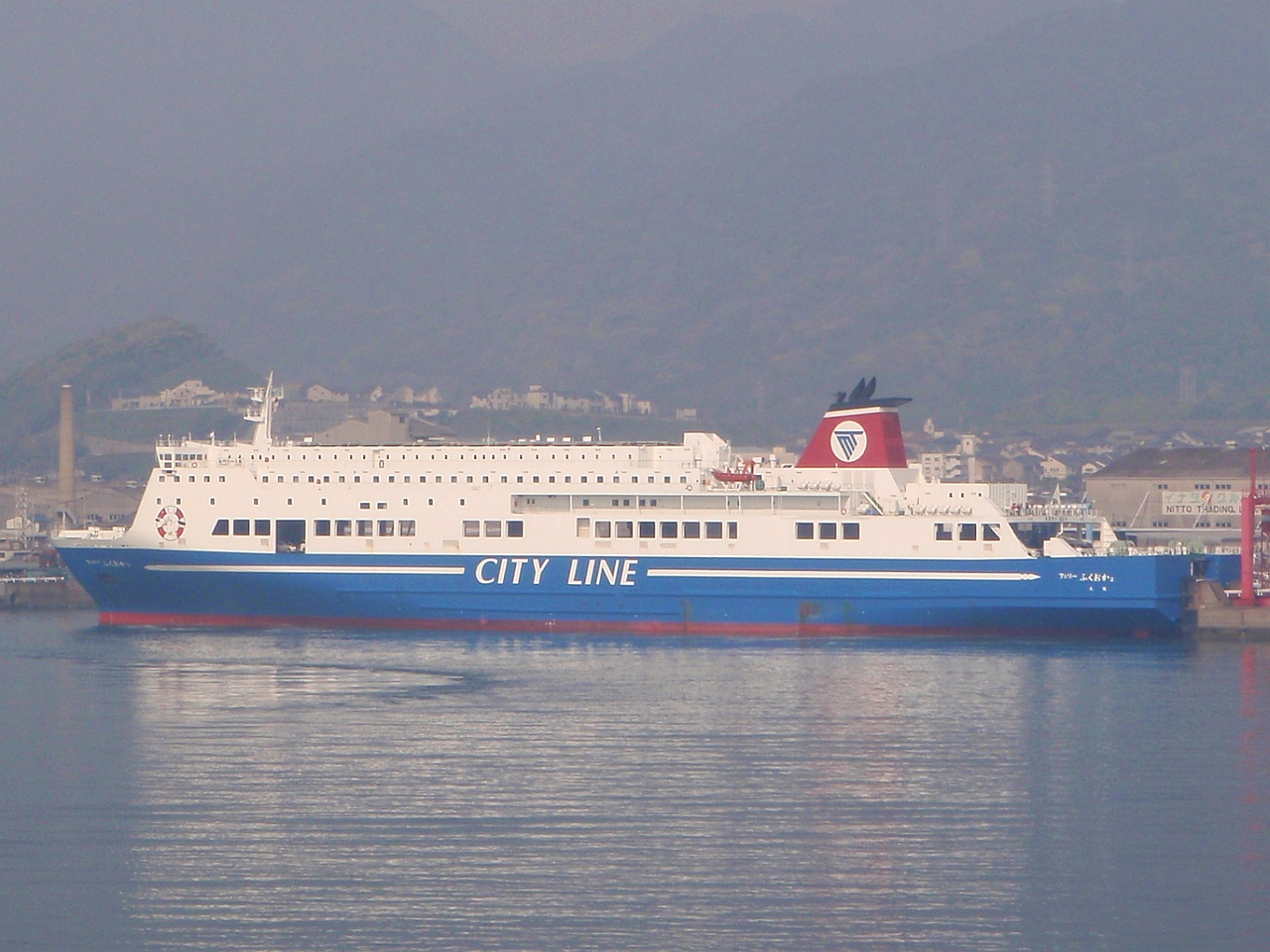
フェリーふくおか2

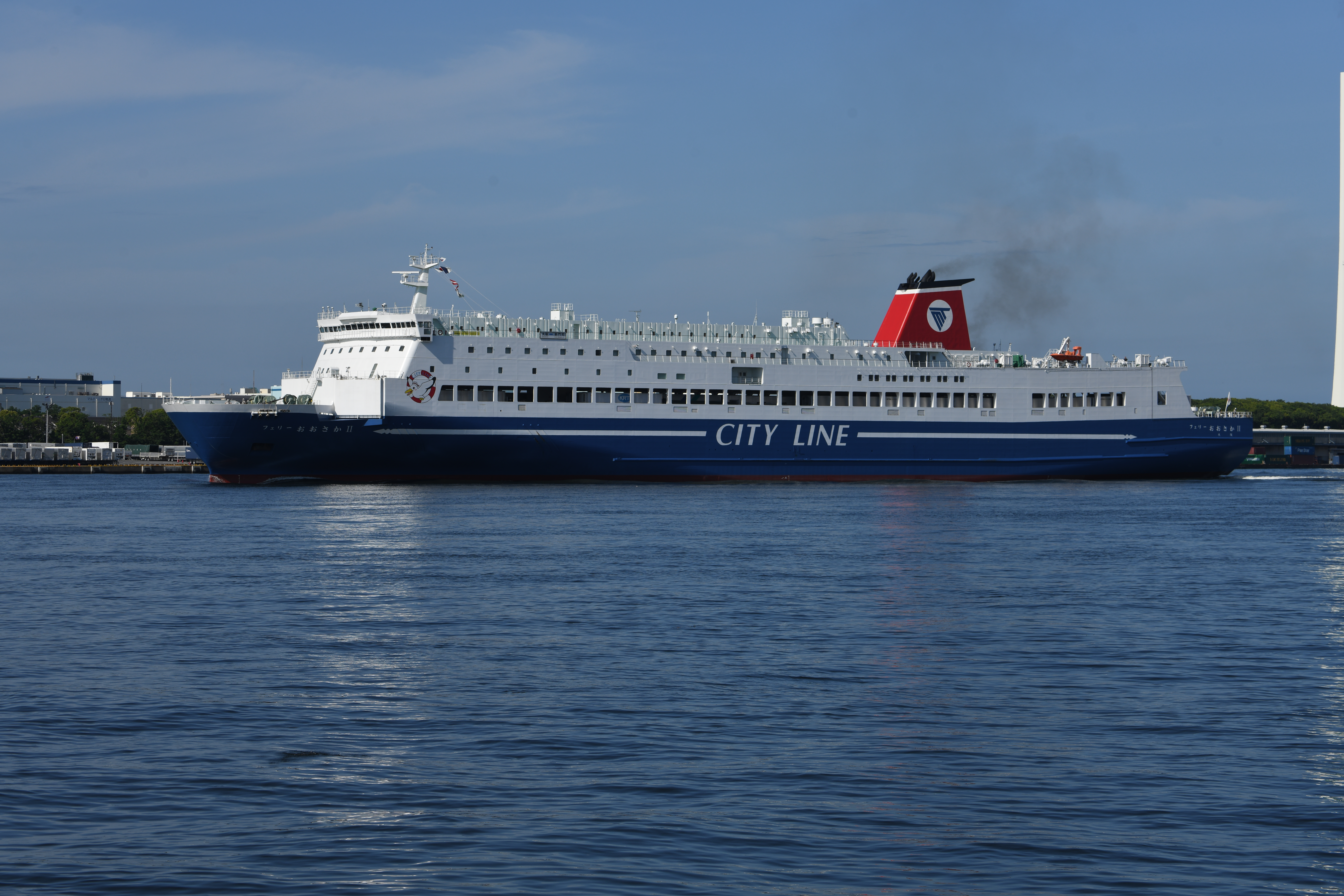
フェリーおおさか2

いずれも鉄道建設・運輸施設整備支援機構と共有、三菱重工業下関造船所建造。
2002年に就航した「フェリーきょうと2」「フェリーふくおか2」は本格的なバリアフリー対応になっており、特に2等洋室は、いずれも2段ベッドでありながら梯子を廃止して上段ベッドへの昇り降りを階段に変更している。また、下段ベッドとは互い違いに配置しているため、各ベッドの上段・下段それぞれの客を気にせずに利用できるのが特徴である。
- フェリーおおさかII

2015年3月竣工、2015年9月16日就航。14,920総トン、全長183m、幅27m。
旅客定員713人。車両積載数：12mトラック146台・乗用車105台。
- フェリーきたきゅうしゅうII

2015年7月竣工、2015年11月29日就航。14,920総トン、全長183m、幅27m。
旅客定員713人。車両積載数：12mトラック146台・乗用車105台。
- フェリーきょうと（3代目）

2021年12月就航。15,025総トン、全長195m、幅27.8m。
旅客定員675名。車両積載数：12mトラック162台、乗用車140台。
- フェリーふくおか（3代目）

2022年3月就航。15,025総トン、全長195m、幅27.8m。
旅客定員675名。車両積載数：12mトラック162台、乗用車140台。

### 過去に就航していた船舶

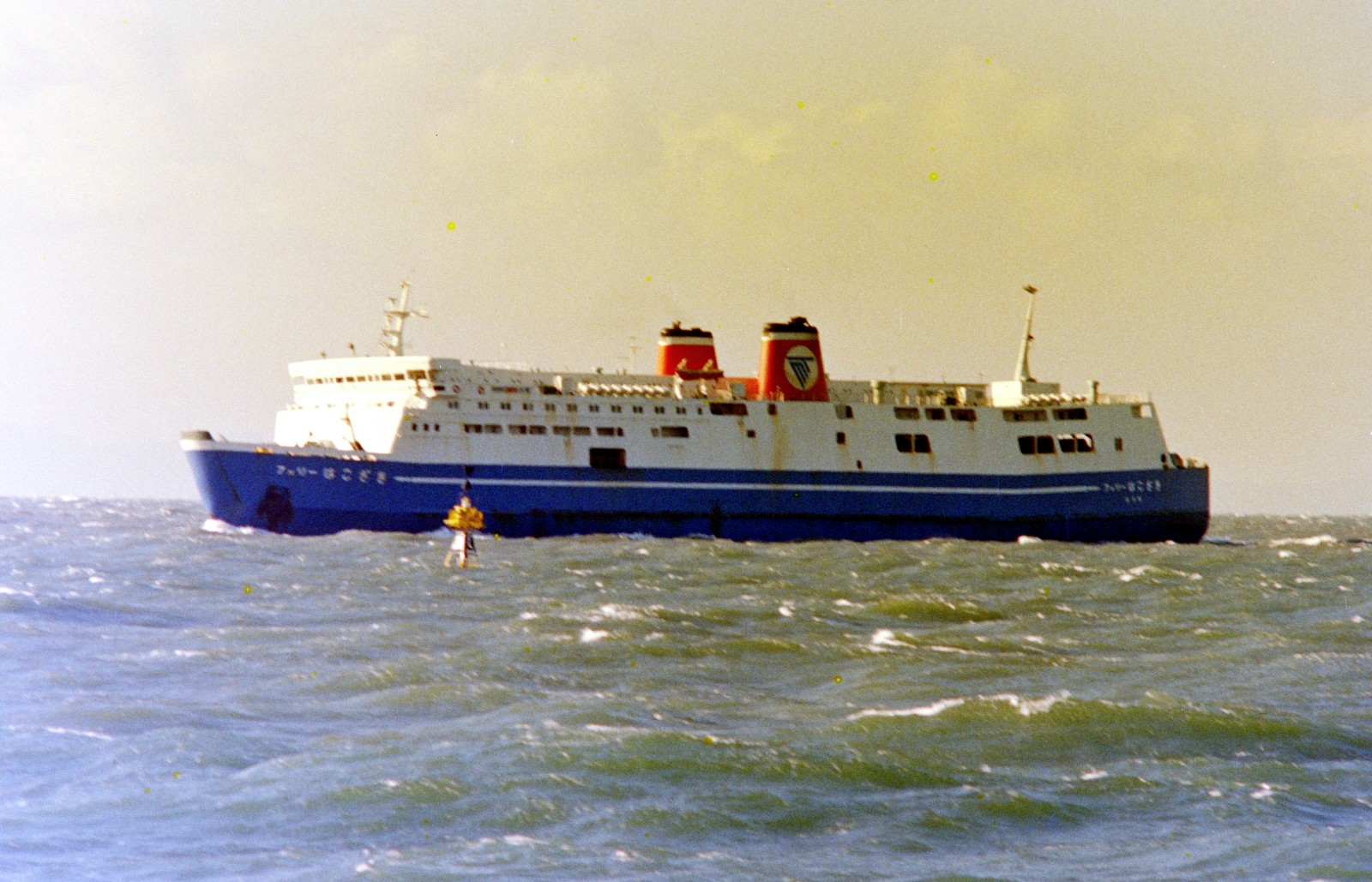
フェリーはこざき

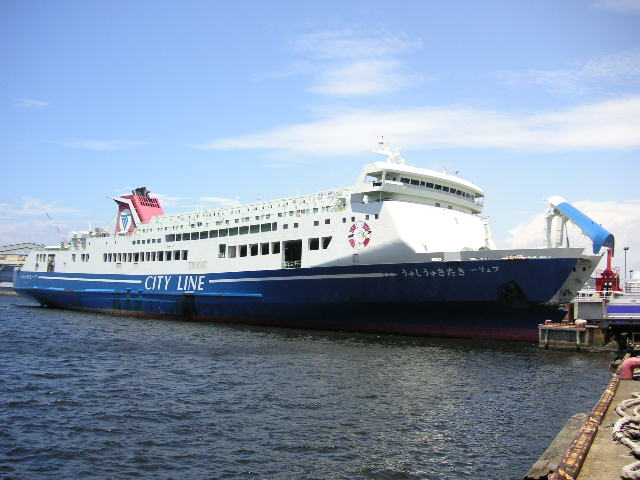
フェリーきたきゅうしゅう

名門カーフェリー
- フェリーかしい

6,496総トン、全長140.9m。林兼造船下関造船所建造。
航路休止により日本カーフェリーに売却、「さいとばる」に改名。
1978年9月6日1時45分頃、来島海峡にて韓国船タンカー「CHAN　WON（チャン　ウォン）」と衝突、浸水。曳航中に沈没。
- フェリーあつた

6,490総トン、全長140.9m。林兼造船下関造船所建造。
1979年、ギリシャへ売却。「EL GRECO」→「EL GRECO」→「CAPTAIN ZAMAN」→「CAPTAIN ZAMAN」と会社、船名を変えながら地中海航路に就航していた。2008年2月、解体のためインドへ。
- フェリーすみよし

7,270総トン、全長138.6m。林兼造船下関造船所建造。
旅客定員900名。車両積載数：トラック100台・乗用車90台。
1992年、フィリピンへ売却。現在は、SuperFerry「SuperFerry 2」→2GO「St. Thomas Aquinas」。
2013年8月、セブ島沖で貨物船と衝突し沈没した。
- フェリーはこざき

7,267総トン、全長138.6m。尾道造船建造。
旅客定員900名。車両積載数：トラック100台・乗用車90台。
1992年、「フェリーコスモ」に改名しドック代船用として尾道造船の所有となる。関西汽船などでも運航された。1996年、フィリピンへ売却。現在は、SuperFerry「SuperFerr 5」→2GO「St. Joan of Arc」。
大洋フェリー
- おりおん

7,174総トン、全長140.9m。林兼造船下関造船所建造。
旅客定員700名。車両積載数：トラック90台・乗用車100台。
柳原良平のデザインにより「さんふらわあ」の太陽のデザインに対抗する形で白色の船体に流れ星が描かれ、煙突（ファンネル）の色は、商船三井が打ち出した「オレンジファンネル構想」に基づいてオレンジ1色となった。
「さんふらわあ」「さんふらわあ2」就航後、常石造船に係船された後、フジフェリー（商船三井系）が「おりおん」を用船して1978年11月より東京～松阪航路に就航。1979年11月の営業譲渡後、関西汽船に売却。「フェリーにしき丸」に改名され、1980年12月より阪神～今治～松山～別府航路に就航したが、1984年に「さんふらわあ」「さんふらわあ2」と等価交換され、船名を戻して復帰。1989年、ギリシャへ売却。Minoan Lines「DAEDALUS」を経て、現在はアルバニアAdria Ferries「RIVIERA ADRIATICA」（2006年のみ Algerie Ferries に貸与）。
- ぺがさす

7,167総トン、全長140.9m。林兼造船下関造船所建造。
白色の船体に流れ星が描かれ、煙突（ファンネル）の色は、商船三井が打ち出した「オレンジファンネル構想」に基づいてオレンジ1色となった。
竣工直後の1973年4月から7月に日本沿海フェリー（商船三井系）に傭船。「さんふらわあ」「さんふらわあ2」就航後、常石造船に係船された後、貨物専用フェリー会社として設立された九州急行フェリー（商船三井系）に売却され、1977年5月より東京～苅田航路に就航。フジフェリーが同社へ営業譲渡後は松坂にも寄港し1981年まで旅客営業を行った。
1984年、ギリシャに売却。ANEK Lines「APTERA」として地中海航路に就航していた。

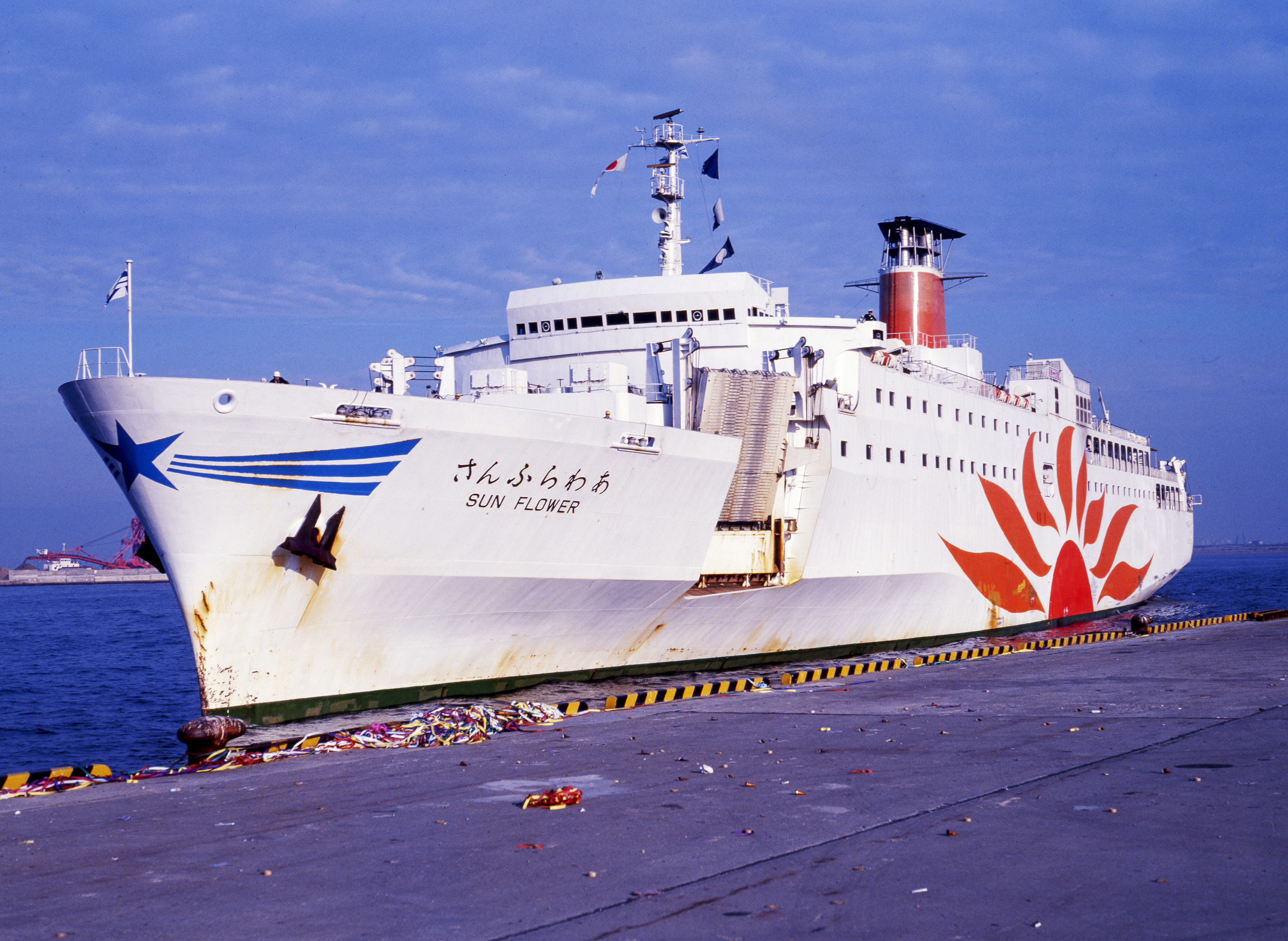
さんふらわあ

- さんふらわあ

12,130トン（改装後）、全長185.0m。川崎重工業神戸工場建造。
船首部に「おりおん」「ぺがさす」に描かれていた流れ星のバウマークが描かれた。また、コンパスデッキにはイメージキャラクターとして、2つの頭を持った空を飛ぶ架空の鳥“どんぐるくん”が描かれた。1979年の改装工事では、船尾両舷にあったランプウェイの撤去のほか、屋外プールの屋内温水プール化、上部に展望台を兼ねたレストラン・シアターを増設などが行われた（改装工事は常石造船で実施）。1984年に関西汽船「フェリーこがね丸」「フェリーにしき丸」と等価交換された後に、来島どっくに売却されチャーターバックの上就航。2000年、韓国に売却。さらに2005年、北朝鮮に売却。
- さんふらわあ2

12,105トン（改装後）、全長185.0m。川崎重工業神戸工場建造。
「さんふらわあ」「さんふらわあ2」は、船首部に「おりおん」「ぺがさす」に描かれていた流れ星のバウマークが描かれた。また、コンパスデッキにはイメージキャラクターとして、2つの頭を持った空を飛ぶ架空の鳥“どんぐるくん”が描かれた。1979年の改装工事では、船尾両舷にあったランプウェイの撤去のほか、屋外プールの屋内温水プール化、上部に展望台を兼ねたレストラン・シアターを増設などが行われた（改装工事は来島どっくで実施）。1984年に関西汽船「フェリーこがね丸」「フェリーにしき丸」と等価交換された後に、来島どっくに売却されチャーターバックの上就航。1998年4月、日本国外へ売却。
名門大洋フェリー
- ぺがさす（2代目）

7,189総トン、全長132.0m。日本海重工業建造。
旅客定員686名。車両積載数：トラック90台・乗用車100台。
太平洋沿海フェリー「あるごう」→関西汽船「フェリーこがね丸」として就航したのち、「さんふらわあ」「さんふらわあ2」と等価交換され1984年就航。
1989年、ギリシャへ売却。Dane Sea LinesやBlue Star Ferriesで「RODOS」として就航していた。
2006年、退役＆解体を前提に売却。「ROD」に改称され係船ののちインドへ。
- ニューぺがさす→フェリーきょうと(初代)

9,320総トン、全長160m。尾道造船建造。出力26,400馬力、航海速力22.9ノット。
旅客定員780名。車両積載数：トラック155台・乗用車100台。佐伯重工業建造。
1989年就航、1992年「フェリーきょうと」に改名。船舶整備公団との共有船。2002年、フィリピンへ売却。
- ニューおりおん→フェリーふくおか(初代)

9,320総トン、全長160m。尾道造船建造。出力26,400馬力、航海速力22.9ノット。
旅客定員780名。車両積載数：トラック155台・乗用車100台。佐伯重工業建造。
1989年就航、1992年「フェリーふくおか」に改名。船舶整備公団との共有船。2002年、フィリピンへ売却。
- フェリーおおさか

9,479総トン、全長160.0m、幅25.0m、出力27,000馬力、航海速力22.9ノット（最大25.9ノット）。
旅客定員814名。車両積載数：トラック160台・乗用車100台。佐伯重工業建造。
1991年5月竣工、1992年1月22日就航、2002年改造。2015年9月16日引退。
- フェリーきたきゅうしゅう

9,476総トン、全長160.0m、幅25.0m、出力27,000馬力、航海速力22.9ノット（最大26.2ノット）。
旅客定員814名。車両積載数：トラック160台・乗用車100台。佐伯重工業建造。
1991年9月竣工、1992年4月17日就航、2002年改造。2015年11月27日引退。
- フェリーきょうとII

2001年10月竣工、2002年9月3日就航、2005年改造。9,731総トン、全長167.0m、幅25.6m、出力19,860kW（27,000馬力）、航海速力23.2ノット（最大25.7ノット）。
旅客定員697名（最大841名）。車両積載数：トラック180台・乗用車100台。2015年に船名の数字表記をアラビア数字からローマ数字に変更。2022年1月13日引退。
- フェリーふくおかII

2001年11月竣工、2002年10月18日就航、2005年改造。9,731総トン、全長167.0m、幅25.6m、出力19,860kW（27,000馬力）、航海速力23.2ノット（最大25.7ノット）。
旅客定員697名（最大841名）。車両積載数：トラック180台・乗用車100台。2015年に船名の数字表記をアラビア数字からローマ数字に変更。2022年3月27日引退。

## 乗り場までのアクセス

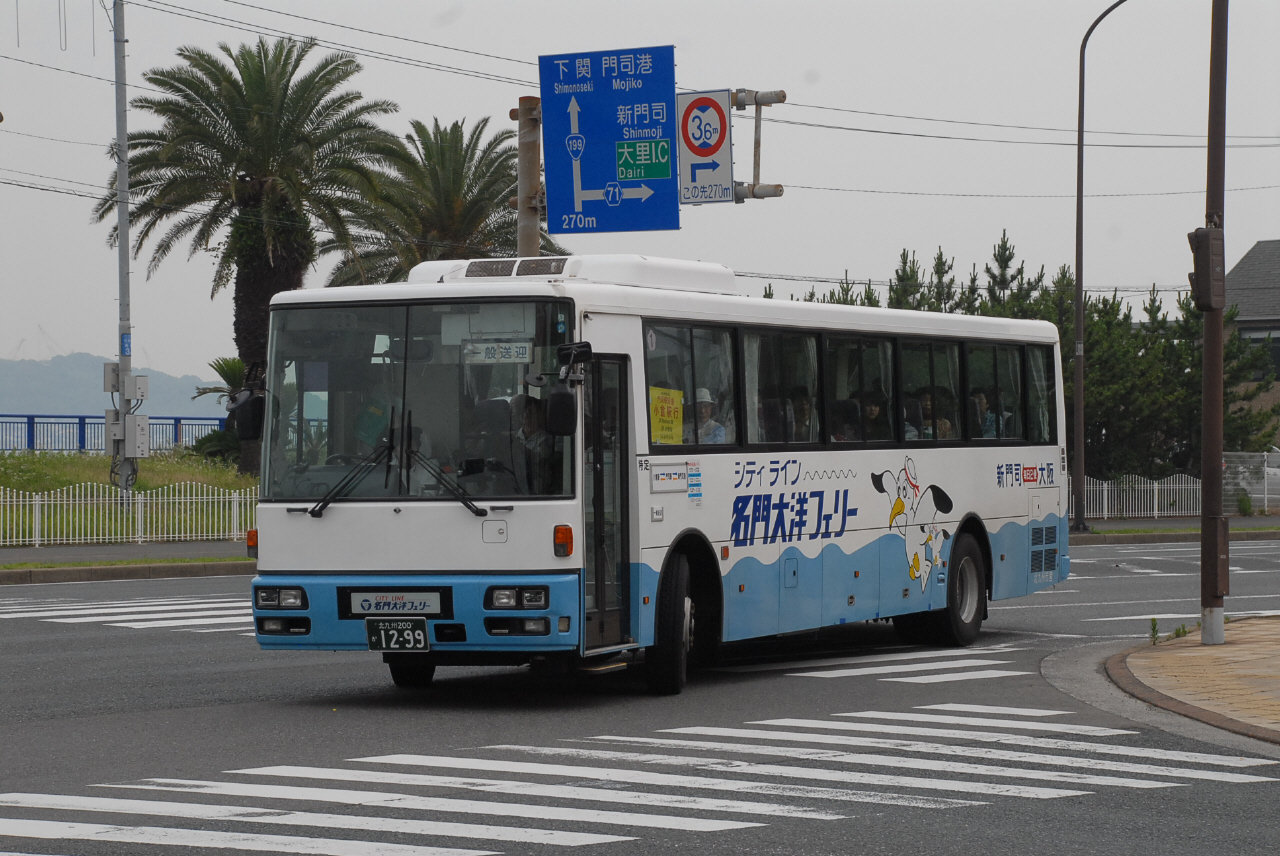
小倉駅・門司駅 - 新門司港間で運行する無料送迎バス

大阪南港（大阪南港フェリーターミナル）
Osaka Metro南港ポートタウン線（ニュートラム） フェリーターミナル駅から徒歩5分。屋根付ペデストリアンデッキで直結。
新門司港（新門司フェリーターミナル）
JR小倉駅北口（新幹線口）およびJR門司駅北口より無料送迎バスが運行されている。専用車が2台しかない為、多客期は西鉄バス北九州が応援に入ることがある。車椅子の人が利用する場合に限り、北九州市営バスのノンステップバスが運行される。
新門司港発の所要時間は、門司駅まで約20分、小倉駅まで約40分。出発時刻はフェリー到着後すぐ（客がバスに乗車したと判断したとき）。新門司港行きの小倉駅発（標準）は1便15:40、2便18:40。門司駅発（標準）は1便16:00、2便19:00。但しフェリーの運航スケジュールにより運休などもある。阪九フェリーやオーシャン東九フェリーの新門司港とは2キロほど離れている。

## 予約・シティラインカード
電話やインターネットで乗船の予約ができる、インターネットで予約した場合はチケットを表示・印刷して直接乗船することが可能である。インターネット予約では通常期で1便が3割引、2便が2割引となり、またポイントカードである「シティラインカード」を利用しても、2割引（重複適用不可）となる。乗船券の初回購入と同時にカードに加入し、割引の適用を受けることも可能で、入会金（2,000円）が必要。カードにたまったポイントは1,000ポイント（5,000円分）ごとに、運賃・料金、船内での飲食等に使用できる。有効期限は最終利用日より13ヶ月。なお、ネット予約・シティラインカード共に、特別便（大型連休や年末年始の特定された便）や貸切料金等は割引されない。
WILLER TRAVEL経由での予約の場合は、WILLER TRAVEL側でチケットの購入・決済が可能である。この場合、窓口で乗船予約番号・氏名を確認できるメール（乗船券引換券でも可）を提示し、乗船券の交付を受ける（決済は行わない）。